# سباق قوانغشي للسيدات 2018
سباق قوانغشي للسيدات 2018 (بالفرنسية: Tour du Guangxi féminin 2018)‏ هو سباق دراجات هوائية، وهو الموسم رقم 2 من السباق، وأقيم في 21 أكتوبر 2018، وامتدّ لمسافة 100 كيلومتر، وهو أحد سباقات طواف العالم للدراجات للنساء 2018، وهو من نوع 1.1، وقد شارك في السباق 71 متسابقاً ووصل إلى نهايته 63 متسابقاً.
فاز فيه بالمركز الأول أرلينيس سيرا، وبالمركز الثاني هانا بارنز، وبالمركز الثالث Sara Mustonen (cyclist) ‏.

## الفرق
| فرق سيدات محترفة (17)- يو أي أيه تيم ‏ - Aromitalia–Basso Bikes–Vaiano ‏ - أيه آر مونكس برو سيكلينج للسيدات ‏ - بيبينك 2018 ‏ - كانيون إس آر إيه إم راسينغ 2018 ‏ - China Liv Pro Cycling ‏ - فريق كوجياس ميتلر لوك برو للدراجات ‏ - دولتشيني فان إيك سبورت 2018 ‏ - Experza–Footlogix Ladies Cycling Team ‏ - FDJ–Suez ‏ - Minsk Cycling Club (women's team) ‏ - Liv AlUla Jayco ‏ - Servetto–Makhymo–Beltrami TSA ‏ - EF Education–Tibco–SVB ‏ - فالكار-بي بي إم 2018 ‏ - Wiggle High5 Pro Cycling ‏ - Ceratizit Pro Cycling ‏ |  |
| |  |

## المشاركون
| أيه آر مونكس برو سيكلينج للسيدات ‏ ASA | أيه آر مونكس برو سيكلينج للسيدات ‏ ASA | أيه آر مونكس برو سيكلينج للسيدات ‏ ASA |
| ------------------------------------- | ------------------------------------- | ------------------------------------- |
| م                                     | عداء                                  | مرتبة                                 |
| 1                                     | Jeidi Pradera ‏                        | 57                                    |
| 2                                     | صوفيا بيرتيزولو                       | لم يكمل السباق                        |
| 3                                     | إيلينا بيروني                         | 9                                     |
| 4                                     | أرلينيس سيرا (طريق)                   | 1                                     |

| بيبينك ‏ BPK | بيبينك ‏ BPK        | بيبينك ‏ BPK |
| ----------- | ------------------ | ----------- |
| م           | عداء               | مرتبة       |
| 11          | Tereza Medveďová ‏  | 49          |
| 13          | تاتيانا جوديرزو    | 15          |
| 14          | Katia Ragusa ‏      | 50          |
| 15          | Francesca Pattaro ‏ | 33          |

| كانيون–إس آر إيه إم ‏ CSR | كانيون–إس آر إيه إم ‏ CSR | كانيون–إس آر إيه إم ‏ CSR |
| ------------------------ | ------------------------ | ------------------------ |
| م                        | عداء                     | مرتبة                    |
| 21                       | ألينا أمياليوسيك         | 11                       |
| 22                       | هانا بارنز               | 2                        |
| 24                       | Tanja Erath ‏             | 41                       |
| 25                       | Christa Riffel ‏          | 47                       |

| China Liv Pro Cycling ‏ GPC | China Liv Pro Cycling ‏ GPC | China Liv Pro Cycling ‏ GPC |
| -------------------------- | -------------------------- | -------------------------- |
| م                          | عداء                       | مرتبة                      |
| 31                         | Zhao Xisha ‏                | 58                         |
| 32                         | Liu Dexiang ‏               | 14                         |
| 33                         | Pu Yixian ‏                 | 40                         |
| 34                         | باي يوي                    | 48                         |
| 35                         | Dong Yanxia‏                | 61                         |
| 36                         | Peixiao Wu ‏                | 31                         |

| فريق كوجياس ميتلر لوك برو للدراجات ‏ CGS | فريق كوجياس ميتلر لوك برو للدراجات ‏ CGS | فريق كوجياس ميتلر لوك برو للدراجات ‏ CGS |
| --------------------------------------- | --------------------------------------- | --------------------------------------- |
| م                                       | عداء                                    | مرتبة                                   |
| 41                                      | أولغا زابيلينسكايا                      | 12                                      |
| 43                                      | Karina Kasenova ‏                        | 20                                      |
| 44                                      | إدفيج بيتل                              | 30                                      |
| 45                                      | Olga Deyko ‏                             | 42                                      |

| دولتشيني فان إيك بروكسيموس ‏ DVE | دولتشيني فان إيك بروكسيموس ‏ DVE | دولتشيني فان إيك بروكسيموس ‏ DVE |
| ------------------------------- | ------------------------------- | ------------------------------- |
| م                               | عداء                            | مرتبة                           |
| 51                              | Mieke Docx ‏                     | 35                              |
| 53                              | Saartje Vandenbroucke ‏          | 63                              |
| 54                              | Lotte van Hoek ‏                 | لم يكمل السباق                  |
| 55                              | Bryony van Velzen ‏              | 13                              |
| 56                              | Tetyana Riabchenko              | 19                              |

| Experza–Footlogix Ladies Cycling Team ‏ EXP | Experza–Footlogix Ladies Cycling Team ‏ EXP | Experza–Footlogix Ladies Cycling Team ‏ EXP |
| ------------------------------------------ | ------------------------------------------ | ------------------------------------------ |
| م                                          | عداء                                       | مرتبة                                      |
| 61                                         | Sarah Rijkes ‏                              | 26                                         |
| 62                                         | Sara Mustonen (cyclist) ‏                   | 3                                          |
| 64                                         | Séverine Eraud ‏                            | 60                                         |
| 65                                         | جيسي درويتس ‏                               | 59                                         |

| Minsk Cycling Club (women's team) ‏ MCC | Minsk Cycling Club (women's team) ‏ MCC | Minsk Cycling Club (women's team) ‏ MCC |
| -------------------------------------- | -------------------------------------- | -------------------------------------- |
| م                                      | عداء                                   | مرتبة                                  |
| 71                                     | Anastasiya Dzedzikava ‏                 | 25                                     |
| 72                                     | Karalina Biryuk ‏                       | 5                                      |
| 74                                     | Nastassia Kiptsikava ‏                  | 22                                     |
| 76                                     | Taisa Naskovich ‏                       | 18                                     |

| Liv AlUla Jayco ‏ MTS | Liv AlUla Jayco ‏ MTS | Liv AlUla Jayco ‏ MTS |
| -------------------- | -------------------- | -------------------- |
| م                    | عداء                 | مرتبة                |
| 82                   | أماندا سبرات         | 16                   |
| 83                   | جورجيا وليامز (طريق) | 4                    |
| 84                   | لوسي كينيدي          | 32                   |
| 85                   | غراسي إلفن           | 55                   |

| Servetto–Makhymo–Beltrami TSA ‏ SER | Servetto–Makhymo–Beltrami TSA ‏ SER | Servetto–Makhymo–Beltrami TSA ‏ SER |
| ---------------------------------- | ---------------------------------- | ---------------------------------- |
| م                                  | عداء                               | مرتبة                              |
| 91                                 | Anna Potokina ‏                     | 28                                 |
| 92                                 | Kseniya Dobrynina ‏                 | لم يكمل السباق                     |
| 93                                 | Mossana Debesai ‏                   | 43                                 |
| 94                                 | Elena Novikova ‏                    | 62                                 |
| 95                                 | Sara Pillon ‏                       | لم يكمل السباق                     |
| 96                                 | Aurora Gaio ‏                       | لم يكمل السباق                     |

| ألومنيت ‏ ILU | ألومنيت ‏ ILU     | ألومنيت ‏ ILU |
| ------------ | ---------------- | ------------ |
| م            | عداء             | مرتبة        |
| 101          | Kulacha Chairin ‏ | 46           |
| 102          | Yasue Nakahara‏   | 44           |
| 105          | Shoko Kashiki ‏   | 21           |
| 106          | ليكسي ميلارد     | 45           |

| EF Education–Tibco–SVB ‏ TIB | EF Education–Tibco–SVB ‏ TIB | EF Education–Tibco–SVB ‏ TIB |
| --------------------------- | --------------------------- | --------------------------- |
| م                           | عداء                        | مرتبة                       |
| 111                         | برودي شابمان                | 24                          |
| 112                         | كاثرين باس‏                  | 34                          |
| 113                         | ليكس ألبرشت                 | 29                          |
| 114                         | أليسون جاكسون               | 10                          |
| 115                         | كيندال ريان                 | 36                          |
| 116                         | أليس كوب                    | 17                          |

| فالكار سيلانس ‏ VAL | فالكار سيلانس ‏ VAL | فالكار سيلانس ‏ VAL |
| ------------------ | ------------------ | ------------------ |
| م                  | عداء               | مرتبة              |
| 121                | كيارا كونسوني      | 54                 |
| 122                | Asja Paladin ‏      | 38                 |
| 123                | Ilaria Sanguineti ‏ | 8                  |
| 124                | Alessia Vigilia ‏   | 27                 |
| 125                | Dalia Muccioli ‏    | 23                 |
| 126                | Silvia Pollicini ‏  | 53                 |

| Wiggle High5 Pro Cycling ‏ WHT | Wiggle High5 Pro Cycling ‏ WHT | Wiggle High5 Pro Cycling ‏ WHT |
| ----------------------------- | ----------------------------- | ----------------------------- |
| م                             | عداء                          | مرتبة                         |
| 131                           | غريس جارنر                    | لم يكمل السباق                |
| 132                           | أنيت ادموندسون                | 56                            |
| 133                           | Audrey Cordon-Ragot           | 6                             |
| 134                           | ايمي كوري                     | لم يكمل السباق                |
| 135                           | إليسا ونغو بورغيني            | 7                             |
| 136                           | لوسي جارنر                    | 52                            |

| Ceratizit Pro Cycling ‏ WNT | Ceratizit Pro Cycling ‏ WNT | Ceratizit Pro Cycling ‏ WNT |
| -------------------------- | -------------------------- | -------------------------- |
| م                          | عداء                       | مرتبة                      |
| 141                        | Aafke Soet ‏                | لم يكمل السباق             |
| 142                        | Anna Badegruber ‏           | 51                         |
| 145                        | Lea Lin Teutenberg ‏        | 39                         |
| 146                        | Winanda Spoor ‏             | 37                         |

| أيه آر مونكس برو سيكلينج للسيدات ‏ ASA | أيه آر مونكس برو سيكلينج للسيدات ‏ ASA | أيه آر مونكس برو سيكلينج للسيدات ‏ ASA |
| ------------------------------------- | ------------------------------------- | ------------------------------------- |
| م                                     | عداء                                  | مرتبة                                 |
| 1                                     | Jeidi Pradera ‏                        | 57                                    |
| 2                                     | صوفيا بيرتيزولو                       | لم يكمل السباق                        |
| 3                                     | إيلينا بيروني                         | 9                                     |
| 4                                     | أرلينيس سيرا (طريق)                   | 1                                     |

| بيبينك ‏ BPK | بيبينك ‏ BPK        | بيبينك ‏ BPK |
| ----------- | ------------------ | ----------- |
| م           | عداء               | مرتبة       |
| 11          | Tereza Medveďová ‏  | 49          |
| 13          | تاتيانا جوديرزو    | 15          |
| 14          | Katia Ragusa ‏      | 50          |
| 15          | Francesca Pattaro ‏ | 33          |

| كانيون–إس آر إيه إم ‏ CSR | كانيون–إس آر إيه إم ‏ CSR | كانيون–إس آر إيه إم ‏ CSR |
| ------------------------ | ------------------------ | ------------------------ |
| م                        | عداء                     | مرتبة                    |
| 21                       | ألينا أمياليوسيك         | 11                       |
| 22                       | هانا بارنز               | 2                        |
| 24                       | Tanja Erath ‏             | 41                       |
| 25                       | Christa Riffel ‏          | 47                       |

| China Liv Pro Cycling ‏ GPC | China Liv Pro Cycling ‏ GPC | China Liv Pro Cycling ‏ GPC |
| -------------------------- | -------------------------- | -------------------------- |
| م                          | عداء                       | مرتبة                      |
| 31                         | Zhao Xisha ‏                | 58                         |
| 32                         | Liu Dexiang ‏               | 14                         |
| 33                         | Pu Yixian ‏                 | 40                         |
| 34                         | باي يوي                    | 48                         |
| 35                         | Dong Yanxia‏                | 61                         |
| 36                         | Peixiao Wu ‏                | 31                         |

| فريق كوجياس ميتلر لوك برو للدراجات ‏ CGS | فريق كوجياس ميتلر لوك برو للدراجات ‏ CGS | فريق كوجياس ميتلر لوك برو للدراجات ‏ CGS |
| --------------------------------------- | --------------------------------------- | --------------------------------------- |
| م                                       | عداء                                    | مرتبة                                   |
| 41                                      | أولغا زابيلينسكايا                      | 12                                      |
| 43                                      | Karina Kasenova ‏                        | 20                                      |
| 44                                      | إدفيج بيتل                              | 30                                      |
| 45                                      | Olga Deyko ‏                             | 42                                      |

| دولتشيني فان إيك بروكسيموس ‏ DVE | دولتشيني فان إيك بروكسيموس ‏ DVE | دولتشيني فان إيك بروكسيموس ‏ DVE |
| ------------------------------- | ------------------------------- | ------------------------------- |
| م                               | عداء                            | مرتبة                           |
| 51                              | Mieke Docx ‏                     | 35                              |
| 53                              | Saartje Vandenbroucke ‏          | 63                              |
| 54                              | Lotte van Hoek ‏                 | لم يكمل السباق                  |
| 55                              | Bryony van Velzen ‏              | 13                              |
| 56                              | Tetyana Riabchenko              | 19                              |

| Experza–Footlogix Ladies Cycling Team ‏ EXP | Experza–Footlogix Ladies Cycling Team ‏ EXP | Experza–Footlogix Ladies Cycling Team ‏ EXP |
| ------------------------------------------ | ------------------------------------------ | ------------------------------------------ |
| م                                          | عداء                                       | مرتبة                                      |
| 61                                         | Sarah Rijkes ‏                              | 26                                         |
| 62                                         | Sara Mustonen (cyclist) ‏                   | 3                                          |
| 64                                         | Séverine Eraud ‏                            | 60                                         |
| 65                                         | جيسي درويتس ‏                               | 59                                         |

| Minsk Cycling Club (women's team) ‏ MCC | Minsk Cycling Club (women's team) ‏ MCC | Minsk Cycling Club (women's team) ‏ MCC |
| -------------------------------------- | -------------------------------------- | -------------------------------------- |
| م                                      | عداء                                   | مرتبة                                  |
| 71                                     | Anastasiya Dzedzikava ‏                 | 25                                     |
| 72                                     | Karalina Biryuk ‏                       | 5                                      |
| 74                                     | Nastassia Kiptsikava ‏                  | 22                                     |
| 76                                     | Taisa Naskovich ‏                       | 18                                     |

| Liv AlUla Jayco ‏ MTS | Liv AlUla Jayco ‏ MTS | Liv AlUla Jayco ‏ MTS |
| -------------------- | -------------------- | -------------------- |
| م                    | عداء                 | مرتبة                |
| 82                   | أماندا سبرات         | 16                   |
| 83                   | جورجيا وليامز (طريق) | 4                    |
| 84                   | لوسي كينيدي          | 32                   |
| 85                   | غراسي إلفن           | 55                   |

| Servetto–Makhymo–Beltrami TSA ‏ SER | Servetto–Makhymo–Beltrami TSA ‏ SER | Servetto–Makhymo–Beltrami TSA ‏ SER |
| ---------------------------------- | ---------------------------------- | ---------------------------------- |
| م                                  | عداء                               | مرتبة                              |
| 91                                 | Anna Potokina ‏                     | 28                                 |
| 92                                 | Kseniya Dobrynina ‏                 | لم يكمل السباق                     |
| 93                                 | Mossana Debesai ‏                   | 43                                 |
| 94                                 | Elena Novikova ‏                    | 62                                 |
| 95                                 | Sara Pillon ‏                       | لم يكمل السباق                     |
| 96                                 | Aurora Gaio ‏                       | لم يكمل السباق                     |

| ألومنيت ‏ ILU | ألومنيت ‏ ILU     | ألومنيت ‏ ILU |
| ------------ | ---------------- | ------------ |
| م            | عداء             | مرتبة        |
| 101          | Kulacha Chairin ‏ | 46           |
| 102          | Yasue Nakahara‏   | 44           |
| 105          | Shoko Kashiki ‏   | 21           |
| 106          | ليكسي ميلارد     | 45           |

| EF Education–Tibco–SVB ‏ TIB | EF Education–Tibco–SVB ‏ TIB | EF Education–Tibco–SVB ‏ TIB |
| --------------------------- | --------------------------- | --------------------------- |
| م                           | عداء                        | مرتبة                       |
| 111                         | برودي شابمان                | 24                          |
| 112                         | كاثرين باس‏                  | 34                          |
| 113                         | ليكس ألبرشت                 | 29                          |
| 114                         | أليسون جاكسون               | 10                          |
| 115                         | كيندال ريان                 | 36                          |
| 116                         | أليس كوب                    | 17                          |

| فالكار سيلانس ‏ VAL | فالكار سيلانس ‏ VAL | فالكار سيلانس ‏ VAL |
| ------------------ | ------------------ | ------------------ |
| م                  | عداء               | مرتبة              |
| 121                | كيارا كونسوني      | 54                 |
| 122                | Asja Paladin ‏      | 38                 |
| 123                | Ilaria Sanguineti ‏ | 8                  |
| 124                | Alessia Vigilia ‏   | 27                 |
| 125                | Dalia Muccioli ‏    | 23                 |
| 126                | Silvia Pollicini ‏  | 53                 |

| Wiggle High5 Pro Cycling ‏ WHT | Wiggle High5 Pro Cycling ‏ WHT | Wiggle High5 Pro Cycling ‏ WHT |
| ----------------------------- | ----------------------------- | ----------------------------- |
| م                             | عداء                          | مرتبة                         |
| 131                           | غريس جارنر                    | لم يكمل السباق                |
| 132                           | أنيت ادموندسون                | 56                            |
| 133                           | Audrey Cordon-Ragot           | 6                             |
| 134                           | ايمي كوري                     | لم يكمل السباق                |
| 135                           | إليسا ونغو بورغيني            | 7                             |
| 136                           | لوسي جارنر                    | 52                            |

| Ceratizit Pro Cycling ‏ WNT | Ceratizit Pro Cycling ‏ WNT | Ceratizit Pro Cycling ‏ WNT |
| -------------------------- | -------------------------- | -------------------------- |
| م                          | عداء                       | مرتبة                      |
| 141                        | Aafke Soet ‏                | لم يكمل السباق             |
| 142                        | Anna Badegruber ‏           | 51                         |
| 145                        | Lea Lin Teutenberg ‏        | 39                         |
| 146                        | Winanda Spoor ‏             | 37                         |

## التصنيف العام النهائي
| التصنيف العام         | التصنيف العام            | التصنيف العام         | التصنيف العام                   | التصنيف العام     |
| الدراج                | الدراج                   | البلد                 | الفريق                          | الوقت             |
| --------------------- | ------------------------ | --------------------- | ------------------------------- | ----------------- |
| 1.                    | أرلينيس سيرا             | كوبا                  | Astana Women's                  | 3 س 40 دقيقة 12 ث |
| 2.                    | هانا بارنز               | المملكة المتحدة       | Canyon-SRAM Racing              | + 0 ث             |
| 3.                    | Sara Mustonen (cyclist) ‏ | السويد                | Experza-Footlogix               | + 0 ث             |
| 4.                    | جورجيا وليامز            | نيوزيلندا             | Mitchelton-Scott                | + 0 ث             |
| 5.                    | Karalina Biryuk ‏         | روسيا البيضاء         | Minsk Cycling Club              | + 0 ث             |
| 6.                    | Audrey Cordon-Ragot      | فرنسا                 | Wiggle High5                    | + 0 ث             |
| 7.                    | إليسا ونغو بورغيني       | إيطاليا               | Wiggle High5                    | + 0 ث             |
| 8.                    | Ilaria Sanguineti ‏       | إيطاليا               | Valcar PBM                      | + 0 ث             |
| 9.                    | إيلينا بيروني            | إيطاليا               | Astana Women's                  | + 0 ث             |
| 10.                   | أليسون جاكسون            | كندا                  | Tibco-Silicon Valley Bank       | + 0 ث             |
| 11.                   | ألينا أمياليوسيك         | روسيا البيضاء         | Canyon-SRAM Racing              | + 0 ث             |
| 12.                   | أولغا زابيلينسكايا       | أوزبكستان             | Cogeas                          | + 0 ث             |
| 13.                   | Bryony van Velzen ‏       | هولندا                | Doltcini-Van Eyck Sport         | + 3 ث             |
| 14.                   | Liu Dexiang ‏             | جمهورية الصين الشعبية | China Chongming-Liv Pro Cycling | + 3 ث             |
| 15.                   | تاتيانا جوديرزو          | إيطاليا               | Bepink                          | + 3 ث             |
| مصدر: ProCyclingStats |                          |                       |                                 |                   |

## وصلات خارجية
- لمحة عن سباق سباق قوانغشي للسيدات 2018 على موقع  ProCyclingStats   (برو  سايكلنج  ستاتس) - إحصاءات  محترفي  الدراجات.
- سباق قوانغشي للسيدات 2018 على موقع إحصائيات الدراجات الإحترافية (الإنجليزية)